# Grup Escolar Abat Marcet
El Grup Escolar Abat Marcet és un edifici de Terrassa (Vallès Occidental) inclòs a l'Inventari del Patrimoni Arquitectònic de Catalunya. Se situa a la banda nord de l'avinguda de l'Abat Marcet, a la confluència amb el carrer del Marquès de Comillas, a la Zona Esportiva.

## Descripció
Es tracta d'un edifici escolar format per diversos blocs dedicats a aules, sala d'actes i gimnàs. Els cossos principals tenen planta i dos pisos. El conjunt presenta estructures molt simples a l'exterior, amb grans finestres rectangulars separades per entramats de formigó. La composició s'equilibra amb plafons ceràmics de dos colors (groc i vermellós). Aquesta combinació de formes, colors i materials diversos dona com a resultat una arquitectura que uneix la funcionalitat a una estètica avantguardista característica del Grup R, al qual pertanyen els autors.

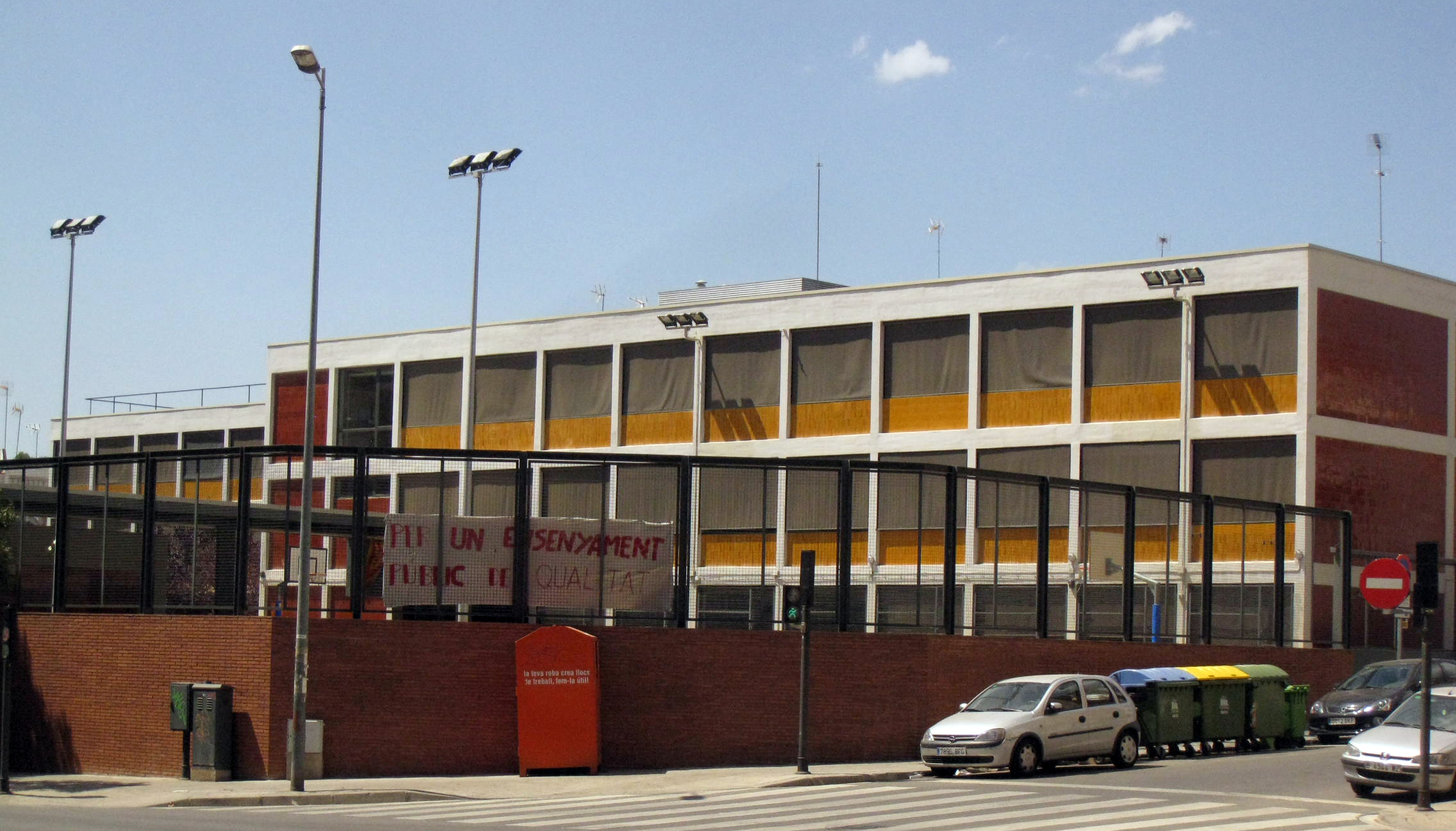
Vista de l'escola des de la cantonada de l'avinguda de l'Abat Marcet i el carrer del Marquès de Comillas

## Història
El grup Abat Marcet és una de les dues escoles bastides l'any 1960 a Terrassa pels arquitectes Oriol Bohigas, Josep M. Martorell i Josep Pratmarsó; l'altra és el Grup Escolar Germans Amat, al barri de la Maurina. Posteriorment, s'hi van realitzar obres que inclouen una ampliació per la banda del soterrani que no afecten l'estètica del conjunt.
El seu nom fa referència a la via urbana on està situat, batejada així en record del terrassenc Antoni Maria Marcet i Poal, que fou abat de Montserrat de 1913 a 1946.